# Vrača vyzyvali
Vrača vyzyvali (Врача вызывали?) è un film del 1974 diretto da Vadim Dmitrievič Gauzner.

## Trama
Il film racconta "casi da pratica" di un giovane specialista, il dottore alle prime armi Katja Luzina, dei suoi primi pazienti e delle scoperte professionali e umane dell'eroina a loro collegata.